# 江藤良
江藤 良（えとう りょう、2000年1月9日 - ）は、ジャパンラグビーリーグワン横浜キヤノンイーグルスに所属するラグビー選手。

## プロフィール
- 大阪府出身[1]。
- ポジションはセンター(CTB)。
- 身長 181 cm、体重 94 kg
- 7人制ユース日本代表に選ばれたことがある。

## 来歴
5歳から川西市ラグビースクールでラグビーを始めた。
2018年、報徳学園高校卒業後、明治大学に入学する。なお報徳学園高校時代、主将を務めたことがある。
2022年、横浜キヤノンイーグルスに加入。